# Adrianus van Amerongen
Adrianus Antonius van Amerongen (Heemstede, 15 juli 1902 - Leiden, 27 oktober 2001) was directeur van de NV Heemsteedsche Radiocentrale en een verzetsstrijder tijdens de Tweede Wereldoorlog.
Van Amerongen maakte deel uit van de verzetsgroep ECH/3 die onder leiding stond van Joseph Klingen (Broeder Joseph). Zijn rol beperkte zich tot financiële en technische ondersteuning. Hij werd op 29 mei 1941 opgepakt na te zijn verraden door Anton van der Waals. Hij wist te ontsnappen tijdens de aanhouding en drie maanden onder te duiken in het Kleverpark in Haarlem. Hij werd aangegeven door NSB'er Mantz. Tegen Van Amerongen werd de doodstraf geëist maar het Kriegsgericht in Utrecht veroordeelde hem tot levenslang. Hij heeft tot mei 1945 gevangengezeten in de Strafgevangenis Remscheid-Lüttringhausen.

## Onderscheiding
- Verzetsherdenkingskruis[2]